# Centre de congrès de Lyon
Pour les articles homonymes, voir Centre de congrès.
Le Centre de congrès de Lyon est un centre de congrès d'une superficie totale de 25 000 m2 pour une capacité de 19 000 personnes situé dans le 6e arrondissement de Lyon, à la Cité internationale de Lyon.
Il accueille des évènements à caractères économiques et scientifiques comme des séminaires, des conférences, des expositions ou des congrès. Il est également un lieu artistique, accueillant régulièrement concerts et spectacles et reçoit aussi des manifestations festives telles que des soirées et dîners de gala.
Le site a été inauguré en 1996. Les travaux de son extension se sont achevés en 2006.

## Présentation
Le Centre de Congrès de Lyon se compose d'un amphithéâtre de plus de 3 000 places, appelé Salle 3000, de deux auditoriums (l'Auditorium Lumière de 900 places et l'Auditorium Pasteur de 300 places), d'une surface d'exposition de 8 400 m2, de vingt-six salles de réunion de 50 places à 450 places et de trois zones d'accueil de respectivement 300 m2, 800 m2 et 1 860 m2.
À l'extérieur du bâtiment se trouve un escalier de vingt-cinq marches devenu un haut-lieu du skateboard sous le nom de Lyon 25.

## Évènements

### Évènements annuels
Le Centre de Congrès de Lyon accueille ou a accueilli des événements récurrents tels que le Festival Lumière, le Salon du chocolat, le Salon de l'immobilier, Patrimonia et Innorobo. Des manifestations ponctuelles et une programmation de concerts et spectacles joués à l'Amphithéâtre du Centre de Congrès de Lyon s'ajoutent à ces événements annuels.

### Évènements bisannuels
Le Centre de Congrès de Lyon reçoit la biennale de la Danse.

### Évènement E-sport
Le centre de congrès de Lyon a reçu, entre autres, l'édition 2017 de la ZRT TrackMania cup, un évènement organisé par le streameur Zerator sur les jeux de la série TrackMania, un jeu de course automobile.

## Transport en commun
Situé au cœur du quartier d'affaires de la Cité internationale, entre le Rhône et le parc de la Tête d'or, le Centre de Congrès de Lyon se trouve à proximité du centre-ville (à 15 minutes en transports en commun et à dix minutes de la gare Part-Dieu).
Le Centre de Congrès de Lyon est accessible en transports en commun depuis les bus :
- : station Cité Internationale - Centre de congrès
- : station Cité Internationale - Transbordeur
- : station Cité Internationale - Centre de congrès (terminus)
- : station Cité Internationale - Centre de congrès
- : station Cité Internationale - Transbordeur (terminus)
- : station Cité Internationale - Transbordeur

## Gestion par GL Events

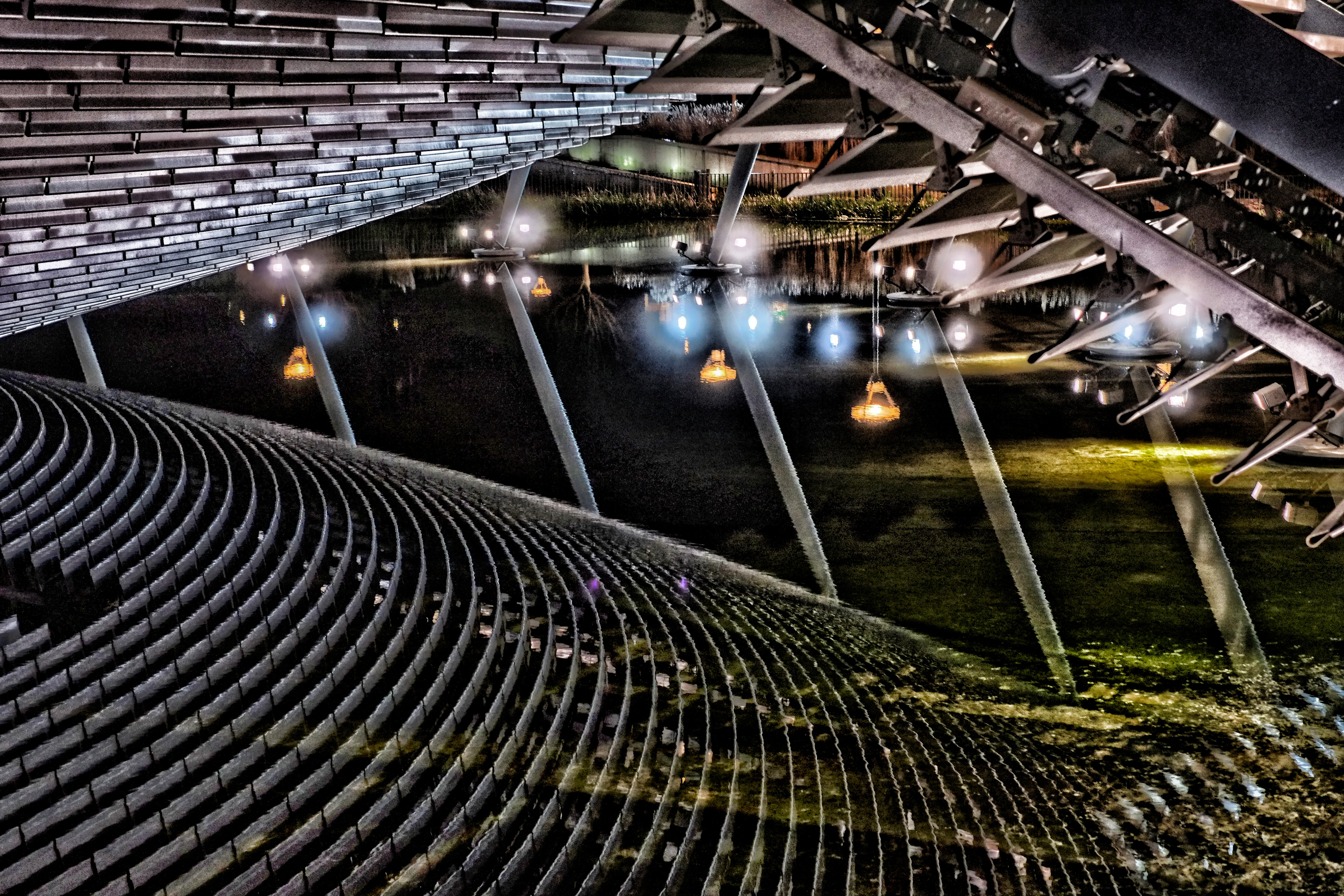
Centre de congrès vu de l'intérieur.

La Métropole de Lyon a confié à GL Events via une DSP l’exploitation du Centre des Congrès de la Cité Internationale de Lyon. Le contrat est entré en vigueur le 1er juillet 2018, pour une durée de 20 ans. Les objectifs qui lui avaient été assignés sont de développer le tourisme d'affaires et positionner la Métropole de Lyon comme une destination majeure d’accueil de congrès ; mais aussi préserver, maintenir et moderniser l’équipement pour assurer son attractivité par rapport aux équipements concurrents européens.
Le Centre des Congrès a connu une activité record en 2019, tirée par l’accueil de grands congrès nationaux et internationaux (51 événements contre 36 en 2018). En conséquence, le chiffre d’affaires s’est établi à 21,8 M€ (+6% par rapport à 2018) et le résultat net (après impôts) à 1,6 M€ (+34% par rapport à 2018).
A l'inverse, en 2020, la crise de la Covid-19 a frappé durement l’activité événementielle en général, et le Centre des Congrès en particulier. Son activité a été totalement stoppée de mi-mars à fin août, puis à nouveau depuis fin octobre, soit 7,5 mois d’arrêt total. La chute de chiffre d'affaires pour le délégataire est de l'ordre de -75%. Outre le délégataire, l’impact de la crise sanitaire touche également toute la chaîne d’acteurs de l’événementiel (sous-traitants, prestataires techniques, traiteurs, agences événementielles, agences d’hôtesses et hôtes…), ainsi que les hôteliers et restaurateurs du territoire. Des discussions sont en cours entre la Métropole de Lyon et GL Events afin d’atténuer l’impact de la crise sanitaire et d'anticiper l'évolution possible des événements en 2021 (maintien ou non des séminaires d'entreprise, évolution vers un format en visioconférence, délai de retour à la normale, etc.).